# Glomérulonéphrite extramembraneuse
Pour les articles homonymes, voir GEM.
La glomérulonéphrite extramembraneuse (ou GEM) est une maladie rénale caractérisée par une membrane basale glomérulaire épaissie, spiculée, souvent recouverte à sa face urinaire de dépôts d'immunoglobulines et de fragments du compléments (fraction C3) sur la biopsie rénale. Elle peut se manifester par un syndrome néphrotique impur (présence d'une hématurie, hypertension ou insuffisance rénale, seuls ou simultanés).
C'est la cause la plus fréquente de syndrome néphrotique chez l'adulte. Son origine est le plus souvent indéterminée, dite primitive ou idiopathique, mais il existe 15 % de formes secondaires révélant une maladie sous-jacente.

## Physiopathologie

Schéma de dépôts de complexes immuns (en noir) au sein de la membrane basale d'un glomérule.

L'ultrafiltration du sang qui va donner l'urine primitive se fait dans l'unité fonctionnelle élémentaire du rein : le néphron. Par un mécanisme physique (pression hydrostatique, pression oncotique) et biologique (sélectivité de la membrane glomérulaire aux composants sanguins), le plasma est filtré à travers la membrane basale glomérulaire et les prolongements podocytaires qui la tapissent pour former l'urine primitive, qui sera ensuite successivement modifiée par les différentes structures rénales pour donner l'urine définitive.
Le syndrome néphrotique est dû à une anomalie anatomique ou fonctionnelle de la membrane basale glomérulaire, qui est normalement imperméable aux protéines à partir d'un certain poids moléculaire (60000 Daltons, ou 60 kDa) : la perte de cette sélectivité entraîne le passage de protéines dans les urines (qui apparaît lorsque les capacités physiologiques de réabsorption tubulaires des protéines sont dépassées), et donc la protéinurie et l'hypoprotidémie (malgré une synthèse accrue de protéines par le foie).
Les anomalies présentes dans la glomérulonéphrite extramembraneuse sont anatomiques, mises en évidence par l'examen anatomopathologique du résultat de l'indispensable biopsie rénale : il retrouve une membrane basale glomérulaire épaissie, spiculée, souvent recouverte à sa face urinaire de dépôts d'immunoglobulines (le plus souvent de type IgG) et de fragments du compléments (fraction C3). Ces lésions de la MBG entraînent une fuite de protéines du sang vers l'urine primitive (par définition) mais aussi (et ce sont ces symptômes supplémentaires qui font parler de syndrome néphrotique impur) une fuite d'hématies (globules rouges), responsable d'une hématurie. Il s'y associe parfois une hypertension artérielle, voire une insuffisance rénale aiguë.

## Causes
Les causes primitives, dites « idiopathiques » représentent la majeure partie des cas. Il est probable qu'il s'agisse alors d'une maladie auto-immune : Des anticorps circulants dirigés contre le « M-type phospholipase A2 receptor » (PLA2R) situé sur la membrane des podocytes (cellules épithéliales différenciées et ramifiées composant le feuillet viscéral de la capsule de Bowman) est retrouvé dans une grande proportion des patients atteints de la forme primitive,. 10 % des cas ont des anticorps dirigés contre le THSD7A.
Un facteur génétique pourrait exister : une mutation sur le gène PLA2R1, cible de l'anticorps ainsi que la présence d'un antigène HLA-DQA1 sont fréquemment retrouvés chez les porteurs de la maladie.
Les causes secondaires représentent 15 % des cas et doivent toujours être dépistées. Elles sont plus fréquentes chez les formes de la personne âgée.
Cette glomérulonéphrite peut être associée avec certains cancers (dont la leucémie lymphoïde chronique). Elle peut également être en rapport avec certains traitements propres à ces cancers (inhibiteurs de le tyrosine kinase, interférons...). Les tumeurs solides les plus fréquemment associés sont le cancer du poumon et les cancers du tube digestif.
D'autres maladies concomitantes sont possibles : Sarcoïdose, Lupus, certaines infections (sida, syphilis, lèpre, etc.)
Certains médicaments tels que les sels d'or, la D-Penicillamine, le captopril, les AVK, les antidiabétiques oraux, les anti-inflammatoires non stéroïdiens, peuvent provoquer une atteinte rénale de ce type.

## Diagnostic
Le diagnostic clinique n'est jamais évident : il n'existe aucun signe spécifique lorsque la GEM est primitive. Cependant, on peut observer, associés à des degrés divers, comme dans tout syndrome néphrotique impur:
- thromboses vasculaires, par perte de protéines luttant contre l'agrégation plaquettaire,
- hématurie, hypertension artérielle, insuffisance rénale
- œdèmes, par diminution de la pression oncotique du plasma,
- infections, lorsqu'il y a fuite d'immunoglobulines et de complément,
- toxicité accrue des médicaments, par augmentation de la fraction libre des médicaments (qui sont normalement fortement liés à l'albumine, et donc inactifs : la diminution de la concentration d'albumine est responsable d'une augmentation du taux libre, et donc actif, du médicament.)
- dyslipidémies (augmentation de la cholestérolémie et de la triglycéridémie par stimulation du foie)

## Évolution
Les formes idiopathiques peuvent avoir un très bon pronostic, avec parfois, une rémission spontanée (totale dans un tiers des cas, partielle dans un autre tiers). la maladie peut toutefois évoluer vers une aggravation et la survenue d'une insuffisance rénale terminale nécessitant la mise sous dialyse.
Les facteurs de mauvais pronostic sont, au moment de la découverte de la maladie, l'insuffisance rénale, la présence d'un syndrome néphrotique, l'âge et le sexe masculin.

## Traitement
L'indication de la mise systématique sous corticoïdes et/ou immunosuppresseurs reste discutée. Les immunosuppresseurs n'améliorent pas le pronostic rénal. En cas de syndrome néphrotique, l'association méthylprednisolone et chlorambucil permet de préserver la fonction rénale. De même, dans les formes évolutives, l'administration de cyclosporine permet de ralentir la dégradation vers l'insuffisance rénale, mais de manière moindre qu'avec l'association méthylprednisolone et chlorambucil. Le rituximab est d'une efficacité équivalente à la cyclosporine quant à la proportion de rémissions, mais permet de maitriser la protéinurie pendant plus longtemps.
Les thromboses veineuses ont une place particulière dans les GEM : la thrombose d'une (ou des deux) veine rénale est fréquente mais pas spécifique à cette maladie. La prévention des thromboses est assurée par une anticoagulation, à base d'héparine ou d'antivitamine K, indiquée lorsque l'albuminémie descend en dessous de 20 g/L.